# Orbis pictus

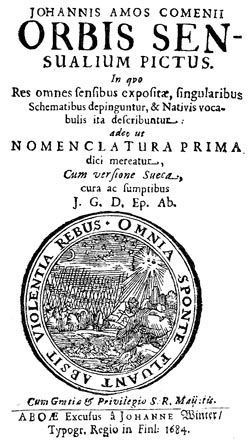
Titulní strana latinsko-německého vydání (1684)

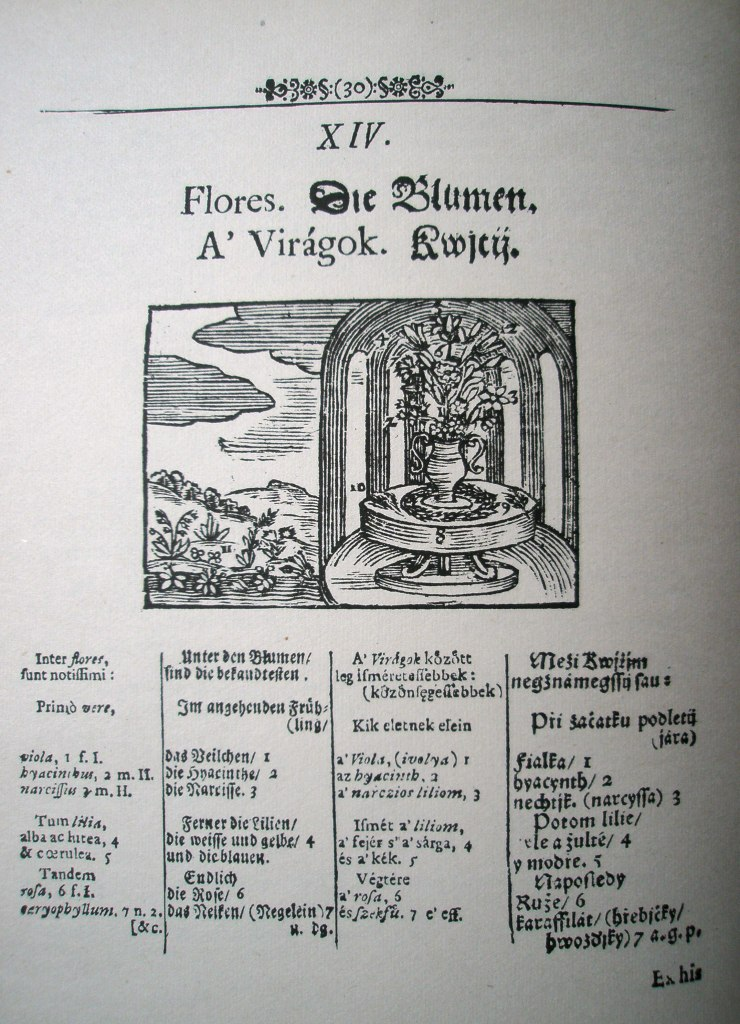
Květiny ve vydání z roku 1685

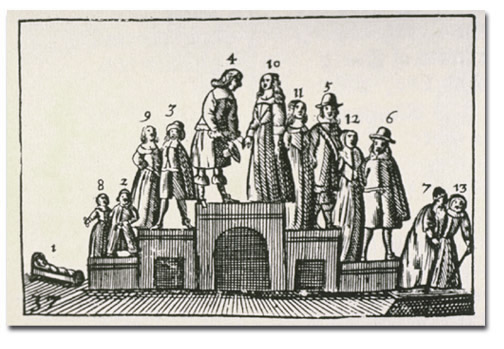
Sedm stupňů věku člověka, (1672)

Orbis pictus (původně Orbis sensualium pictus, česky Svět v obrazech) je universální učebnice, naučný a jazykový slovník, kterou napsal český pedagog, filosof a teolog Jan Amos Komenský jako rozšířenou verzi své původně jen jazykové příručky; dokončil ji za pobytu v uherském Sárospataku.

## Edice
Poprvé byla vydána roku 1658 v Norimberku dvojjazyčně, latinsky a německy v dvojsloupečné grafické úpravě s obrázky, které v dřevorytech provedl Paul Creutzberger. V roce 1659 vyšla v Londýně verze latinsko-anglická.
Roku 1685 vyšlo první vydání čtyřjazyčné latinsko-maďarsko-německo-české, v němž český titul zní "Swět Widitedlný".
Do současnosti vyšly více než dvě stovky vydání v mnoha dalších jazycích, například v prvním čtyřjazyčném vydání z roku 1666 byly texty latinsky, německy, italsky a francouzsky; v roce 1685 byla vydána v Levoči v latině, němčině, maďarštině a češtině (v tehdejším stavu lexikologie včetně výrazů slovenských a polských), z latinsko-anglického vydání se učila například švédská královna, první americké vydání latinsko-anglické verze vyšlo v New Yorku roku 1725. Další vydání vyšla například v hebrejštině, turečtině, perštině nebo mongolštině.

## Obsah
Kniha je přehledně rozdělena do 150 až 153 tematických kapitol, které mají množství ilustrací, aby byla pro děti sdělná i poutavá. Text je koncipován jako dialog mezi Mistrem (učitelem) a žákem (chlapcem). Začíná větou: Pojď synu a uč se maudřeti (později upraveno na Uč se moudrým býti). Žák dopovídá otázkou: Co to je moudrý?. Kniha zahrnuje základy zeměpisu včetně informací o astronomii, fyzice, biologii člověka, živé i neživé přírodě, sedm svobodných umění, obsáhlé partie jsou věnovány řemeslům a obchodu, následuje etika, kapitoly věnované hrám sportovním, společenským, i dětským, kapitola o divadelních hrách (Komenský je čerpal ze vzoru jezuitského školství), exkurs do státní správy a politiky: Říše, království, královský majestát a krajina. Kapitola náboženství se dělí na pohanství, křesťanství, judaismus a muslimské náboženství. Válečná situace Evropy Komenského doby se odráží v kapitolách Hrad, Město a jeho obléhání, Voják/válečník. Obsah tedy zahrnuje jak základy společenských, tak i přírodních věd. Samozřejmostí jsou obsáhlé abecední rejstříky - slovníčky všech pojmů. Ilustrace tvoří jednak jedno souhrnná vyobrazení s číslováním u jednotlivých předmětů, ta jsou vázaná k naučnému textu pod ním, a dále celostranné tabulky, kde je 6-12 předmětů s příslušnými názvy.

## Význam
Kniha je přelomová především tím, že při její tvorbě Komenský uplatnil svoji zásadu Schola ludus, tedy škola hrou. Domníval se, v rozporu s tehdejšími vyučovacími praktikami, že by žáci měli umět naučenou látku nejen mechanicky odříkat, ale opravdu i rozumět tomu, čemu se učí. Podal učitelům návod, že mají vyučovat názorně a uprostřed přírody nebo v prostředí, k němuž se výuka tematicky váže.

## Pokračovatelé
Komenského učebnice byla v dalších stoletích jazykově i obrazově modernizována. Na českých školách sloužilo česko-německo-latinské vydání jako povinná učebnice. Populární novočeské vydání pro nižší třídy škol měšťanských a vyšších dívčích z let 1873-1877 sestavil profesor novoměstského gymnázia František Patočka. Další české vydání z roku 1883 posloužilo zatím poslednímu českému vydání z roku 2018 s ilustracemi Václava Sokola.
Několik autorů se pokusilo doplnit Komenského novou učebnicí pro druhý stupeň škol. V Čechách to byl neúspěšný, málo názorný Orbis Pictus: čili Svět v obrazích, stupeň druhý, co pokračování Karla Slavoje Amerlinga z roku 1852. Další skupinu představují autoři, kteří na dané téma vytvořili vlastní pojetí, jako Bohuslav Fuchs, někdy ve zcela odlišném smyslu, jako František Kupka. Ilustrátor Václav Sokol inicioval roku 2017 ilustrované vydání pro nejmenší čtenáře.